# Republiksdenkmal (Neuenburg)

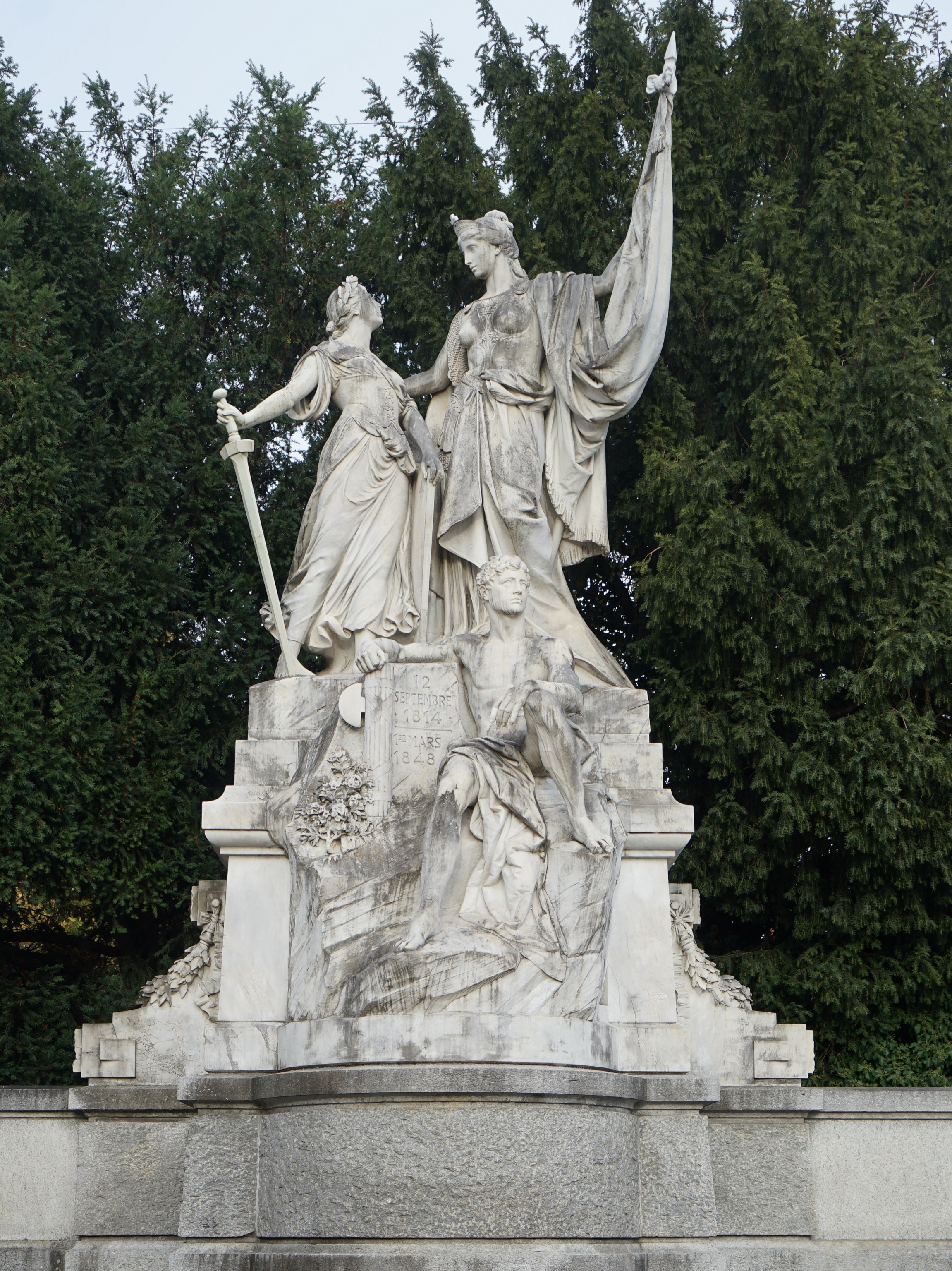
Ansicht des Denkmals, 2013

Das Republiksdenkmal (französisch Monument de la République) ist ein Denkmal in Neuenburg (Neuchâtel), Schweiz. Es ist als Kulturgut geschützt und erinnert insbesondere an die Ausrufung der Republik und des Kantons Neuenburg (République et Canton de Neuchâtel) am 1. März 1848.

## Lage
Das Denkmal steht in der «Avenue du Premier-Mars» am Beginn der Parkanlage Jardin Anglais (Englischer Garten) in der Nähe des Hafens. Südwestlich des Denkmals befindet sich die «Place du Port», dahinter das ebenfalls denkmalgeschützte Gebäude der Post. Im Nordwesten stehen eine Reihe von ehemaligen Stadthäusern des Adels.

## Geschichte
Neuenburg wurde am 12. September 1814 von der Tagsatzung als 21. Schweizer Kanton in die Eidgenossenschaft aufgenommen. Zugleich verblieb es «preussisches Fürstentum». Im Zuge der Neuenburger Revolution (Révolution neuchâteloise) eroberte eine Truppe von Freiwilligen am 1. März 1848 das Neuenburger Schloss und rief die Republik aus. Die Verfassung wurde am 25. April verabschiedet. Nach dem Neuenburgerhandel musste König Friedrich Wilhelm IV. am 26. Mai 1857 auf alle Ansprüche verzichten.
Das Republiksdenkmal wurde am 11. Juli 1898 feierlich eingeweiht.

## Beschreibung
Das Denkmal zeigt drei Figuren auf einem erhöhten Sockel, zu dem eine Treppenanlage hinführt. Es ist auf der rechten Seite eine Figur der Helvetia mit Rüstung und Fahne, auf der linken Seite steht eine Frauengestalt, die in der Rechten ein Schwert und in der Linken einen Schild hält. Davor sitzt ein junger Mann, dessen Scham von einem Tuch bedeckt ist. Er stützt sich mit dem rechten Arm auf ein Schild mit der Inschrift «12 Septembre 1814 – 1 Mars 1848» (jeweils in Grossbuchstaben). Die linke Hand ruht auf einem Liktorenbündel (Faisceau de licteur) als Symbol für die Republik.
Das Monument ist als Kulturgut von regionaler Bedeutung (B-Objekt, KGS-Nummer 04093) in das Schweizerische Inventar der Kulturgüter eingetragen.

## Belege
1. ↑  Jean-Pierre Jelmini: Neuenburg (Kanton). In: Historisches Lexikon der Schweiz.  30. Mai 2017.
2. ↑  ne.ch: La Révolution de 1848. (französisch, abgerufen am 9. November 2023)
3. ↑  Rita Stöckli: Neuenburgerhandel. In: Historisches Lexikon der Schweiz.  15. Juni 2020.
4. ↑  Kantonsliste A- und B-Objekte Kanton NE. Schweizerisches Kulturgüterschutzinventar mit Objekten von nationaler (A-Objekte) und regionaler (B-Objekte) Bedeutung. In: Bundesamt für Bevölkerungsschutz BABS – Fachbereich Kulturgüterschutz, 1. Januar 2024,  (PDF; 267 kB, 7 S., Revision KGS-Inventar 2021 (Stand: 1. Januar 2023)).

Koordinaten: 46° 59′ 31,9″ N, 6° 56′ 1,6″ O; CH1903: 561597 / 204695